# Ancien cimetière de garnison
L'ancien cimetière de garnison est un cimetière classé monument historique situé dans le quartier berlinois de Mitte. Il se trouve près de la station de métro Rosenthaler Platz au coin de la Kleine Rosenthaler Straße et de la Linienstraße (de) et abrite plusieurs pierres tombales dignes d'être préservées, la plupart datant du XIXe siècle, dont les tombes de quelques personnalités encore connues aujourd'hui, surtout dans l'histoire militaire prussienne.

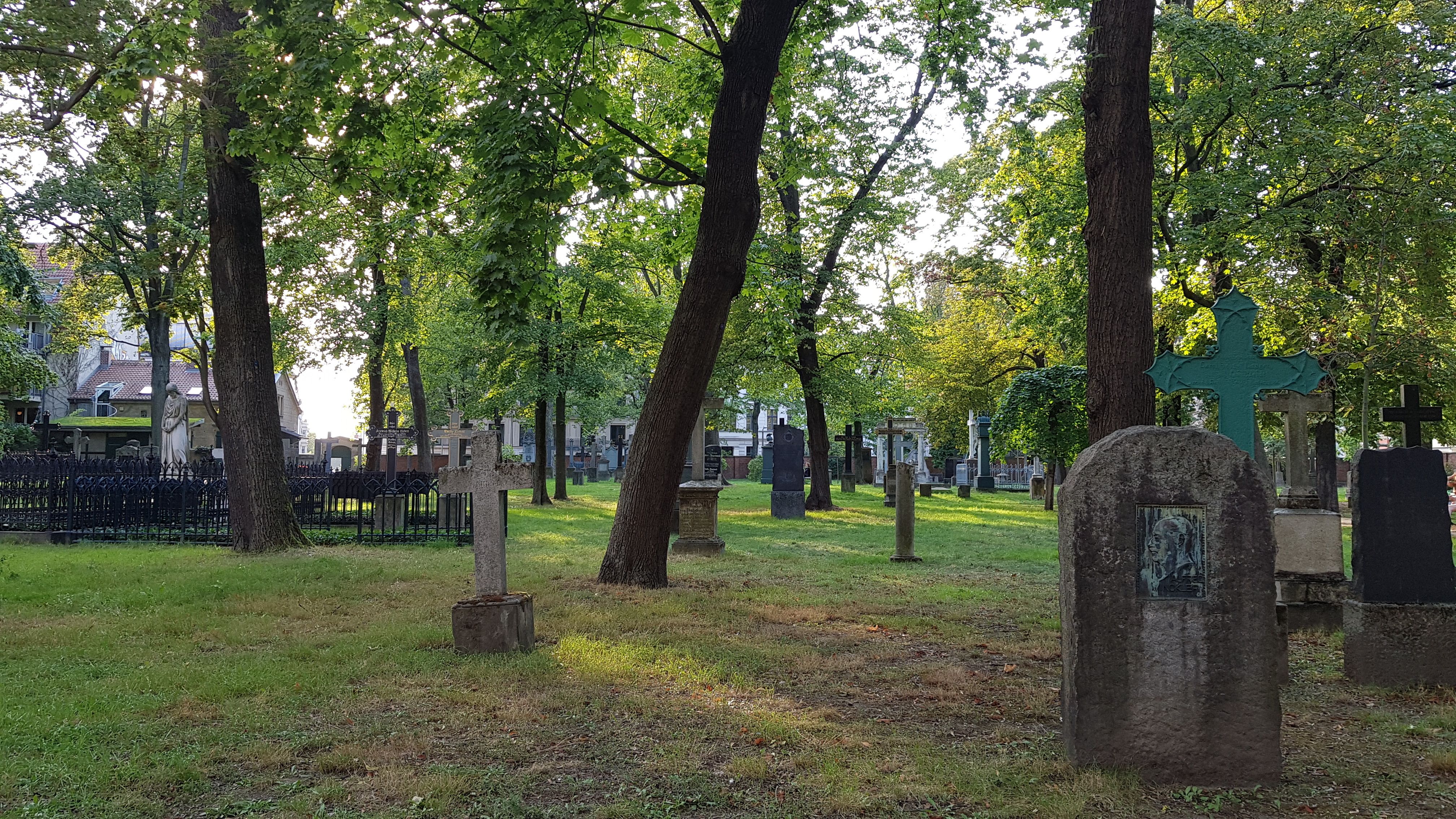
Vue du cimetière (2020)

## Histoire
L'ancien cimetière de garnison est l'un des plus anciens lieux de sépulture de Berlin encore conservés. Il est fondé vers 1706, mais les dates exactes ne sont pas connues. À cette époque, la communauté protestante de la garnison de Berlin, fondée dès 1655, reçoit, sur ordre du roi Frédéric Ier, un terrain à la périphérie de la ville, entre la porte de Rosenthal et le porte de Schönhausen. Cette propriété est beaucoup plus grande que le cimetière conservé aujourd'hui, car elle comprend également la zone à l'est de l'actuelle Gormannstraße. Cette partie orientale construite depuis longtemps, est destinée à l'inhumation des soldats, tandis que la partie ouest sur la Kleine Rosenthaler Straße est principalement utilisée comme lieu de sépulture pour les officiers de l'armée prussienne-allemande. Toujours au début du XVIIIe siècle, l'église de la communauté de garnison est construite à proximité du cimetière. En 1722, elle est reconstruite après avoir été détruite par une explosion de la poudrière de Berlin ; le chiffre 1722 sur le portail d'entrée du cimetière de garnison indique encore aujourd'hui l'année de son inauguration.

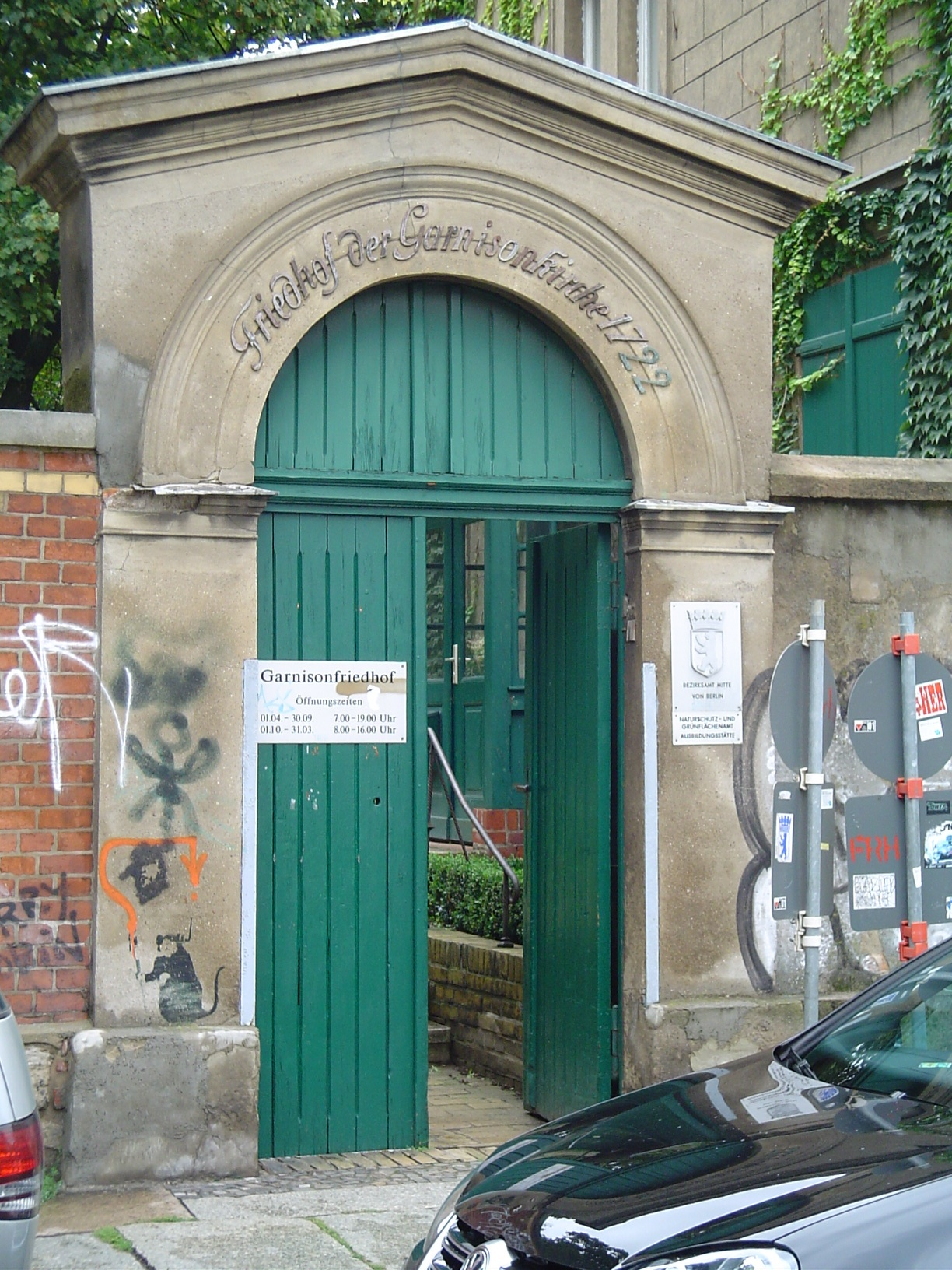
Porte d'entrée du cimetière

Au début, les lieux d'inhumation dans les deux parties du cimetière sont réservés aux régiments cantonnés à l'intérieur de la ville, ce n'est qu'à partir de 1804 que les défunts de tous les régiments stationnés à Berlin y sont enterrés. Les deux parties du cimetière se distinguent aussi bien par leur taille que par leur équipement ; le plus grand cimetière militaire, appelé à l'époque cimetière communal, n'est clôturé que par une palissade en planches et se compose principalement de tombes uniformes en rangées, tandis que la partie occidentale, appelée cimetière des officiers, est entourée dès le début d'un mur solide et abrite presque exclusivement des tombes héréditaires. Le bâtiment administratif du XIXe siècle, qui est conservé jusqu'à aujourd'hui, est construit sur le terrain du cimetière des officiers.
Après la promulgation de la loi foncière prussienne en 1794, l'administration de la police de Berlin tente de déplacer les deux parties du cimetière de leur ancien emplacement vers la périphérie de la ville. L'administration militaire compétente est alors accusée de laisser les cimetières à l'abandon, en particulier la partie réservée aux soldats. L'administration militaire prend alors des mesures de rénovation pour les cimetières : Ainsi, la clôture du cimetière militaire est remplacée et de nouvelles pelouses et une fontaine sont aménagées. Les projets de fermeture et de transfert sont alors stoppés, même s'ils ne sont pas été définitivement abandonnés. Les mesures d'entretien prises, ainsi que le fait que le nouveau droit foncier prussien interdise les inhumations dans les églises, valorisent le cimetière de garnison à partir du début du XIXe siècle, car à partir de ce moment-là, les militaires les plus hauts gradés peuvent y être enterrés, plus précisément dans la partie réservée aux officiers. Le cimetière, qui est auparavant plutôt dans l'ombre, devient ainsi un lieu d'enterrement distingué. La plupart des tombes conservées jusqu'à aujourd'hui datent de la première moitié du XIXe siècle.

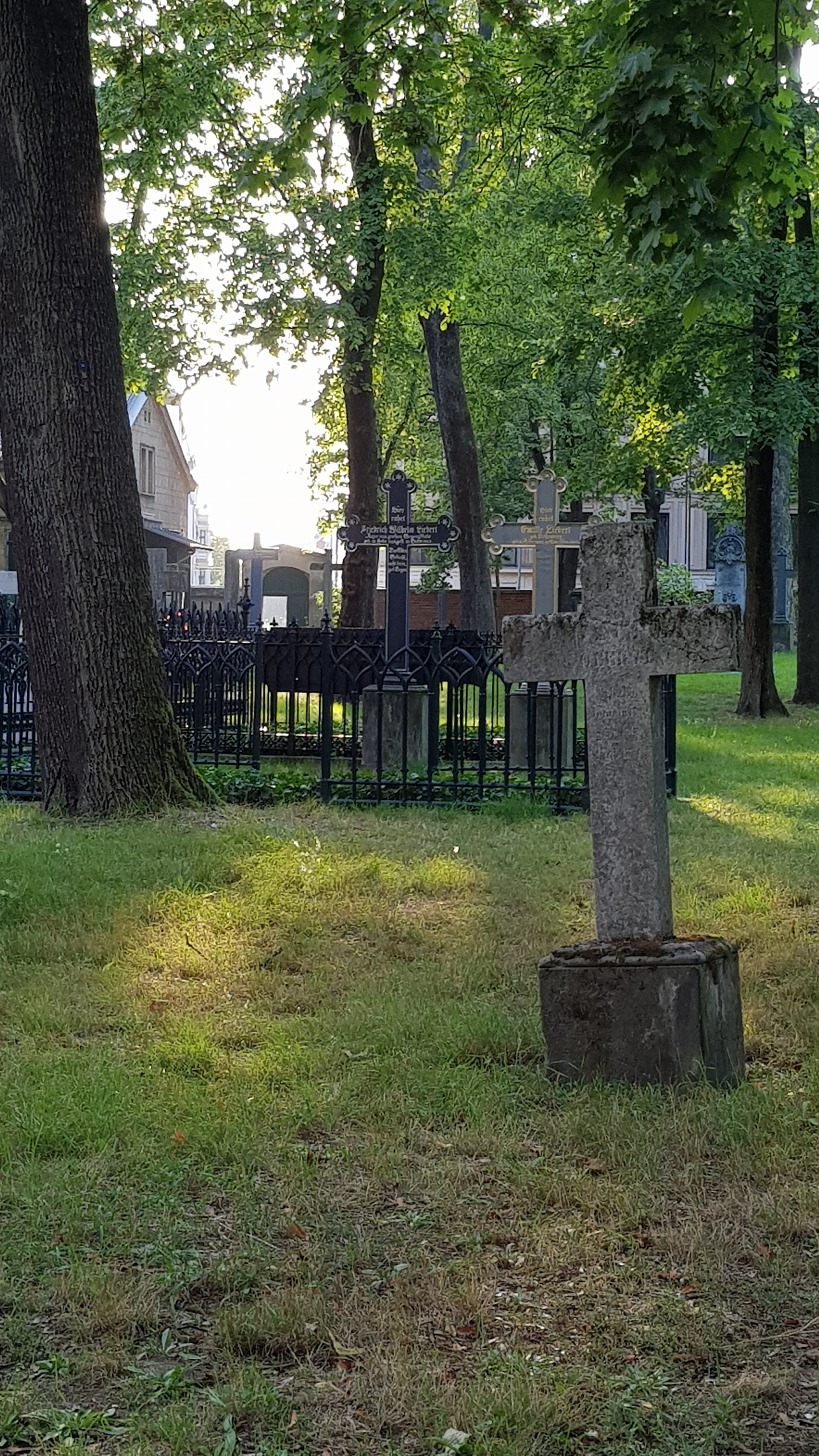
Vue du cimetière - entrée (2020)

En 1854, le ministère de la Guerre ordonne que les défunts de l'hôpital de garnison ne soient plus enterrés dans l'ancien cimetière de garnison, mais au cimetière des Invalides. Dans les années qui suivent, deux nouveaux cimetières militaires sont aménagés dans la périphérie de Berlin, dont le nouveau cimetière de la garnison à Hasenheide en 1861 et un autre cimetière à Wedding. Le cimetière communal à l'est de la Gormannstraße, désormais inutile et de plus en plus rempli, est fermé aux inhumations en 1867 et transformé en parc dix ans plus tard, tandis que le cimetière des officiers continue d'accueillir les défunts. L'ancien cimetière militaire existe encore jusqu'en 1900, lorsque la communauté de la garnison vend le terrain, d'où une partie des défunts a été auparavant transférée au cimetière des officiers. Dans les années qui suivirent, le terrain est entièrement construit. À partir de 2004, des archéologues mettent au jour à plusieurs reprises des restes de défunts lors de travaux de construction destinés à combler les vides laissés par les dommages de guerre. Les restes d'environ 300 morts sont enterrés fin 2008 dans la tombe de la garnison au cimetière de Stahnsdorf fin 2008.
Alors que jusqu'au début du XXe siècle, tous les cimetières du centre-ville de Berlin ont été fermés aux inhumations et en partie transférés en périphérie, le cimetière des officiers de la Kleine Rosenthaler Straße continue d'exister grâce aux efforts du gouverneur militaire. Jusqu'en 1945, des enterrements y sont encore régulièrement organisés. Pendant la Seconde Guerre mondiale, le cimetière des officiers sert également à l'inhumation des morts de guerre, parfois dans des fosses communes. Ce n'est que le 30 avril 1951 que le cimetière a été fermé, bien qu'il soit encore possible d'être enterré dans les tombes familiales existantes. La dernière inhumation définitive dans le cimetière de garnison a lieu en 1961. Dès le début des années 1950, plusieurs pierres tombales et croix, dont certaines méritent d'être conservées, sont enlevées. De plus, les restes de l'église de garnison détruite pendant la guerre sont enlevés ; celle-ci n'est pas reconstruite à ce jour.
Après la dernière inhumation, l'ancien cimetière de la garnison, auparavant géré par l'armée, passe sous la responsabilité de la magistrature de Berlin-Est. Comme l'ancien cimetière est de plus en plus délaissé au fil du temps, on envisage à la fin des années 1970 de le fermer complètement. En raison des nombreuses tombes de grande valeur historique, il est décidé, sur l'insistance de l'Institut pour la conservation des monuments historiques et de l'Association culturelle de la RDA, de conserver le cimetière en tant que parc public. La transformation de l'ancien lieu de sépulture qui s'ensuit n'épargne que 180 des 489 monuments funéraires d'origine, et les tombes de plusieurs personnes célèbres sont également nivelées. Le réseau de chemins d'origine est également complètement supprimé et la plupart des tombes sont remplacées par des pelouses. Depuis sa transformation, le site est placé sous la protection des monuments.
Après la réunification, la gestion du cimetière passe au Bureau de la Conservation de la Nature et des Espaces Verts de l'arrondissment de Mitte. De nombreuses initiatives pour la préservation et l'entretien du complexe sont également créées, notamment le Förderverein Alter Berliner Garnisonfriedhof e. V

## Monuments à voir
Bien qu'aucune tombe de la période de fondation du cimetière de la garnison n'ait survécu, plusieurs dizaines de tombes du XIXe et du début du XXe siècle se trouvent encore aujourd'hui dans le cimetière, qui font partie des monuments importants de leur époque.

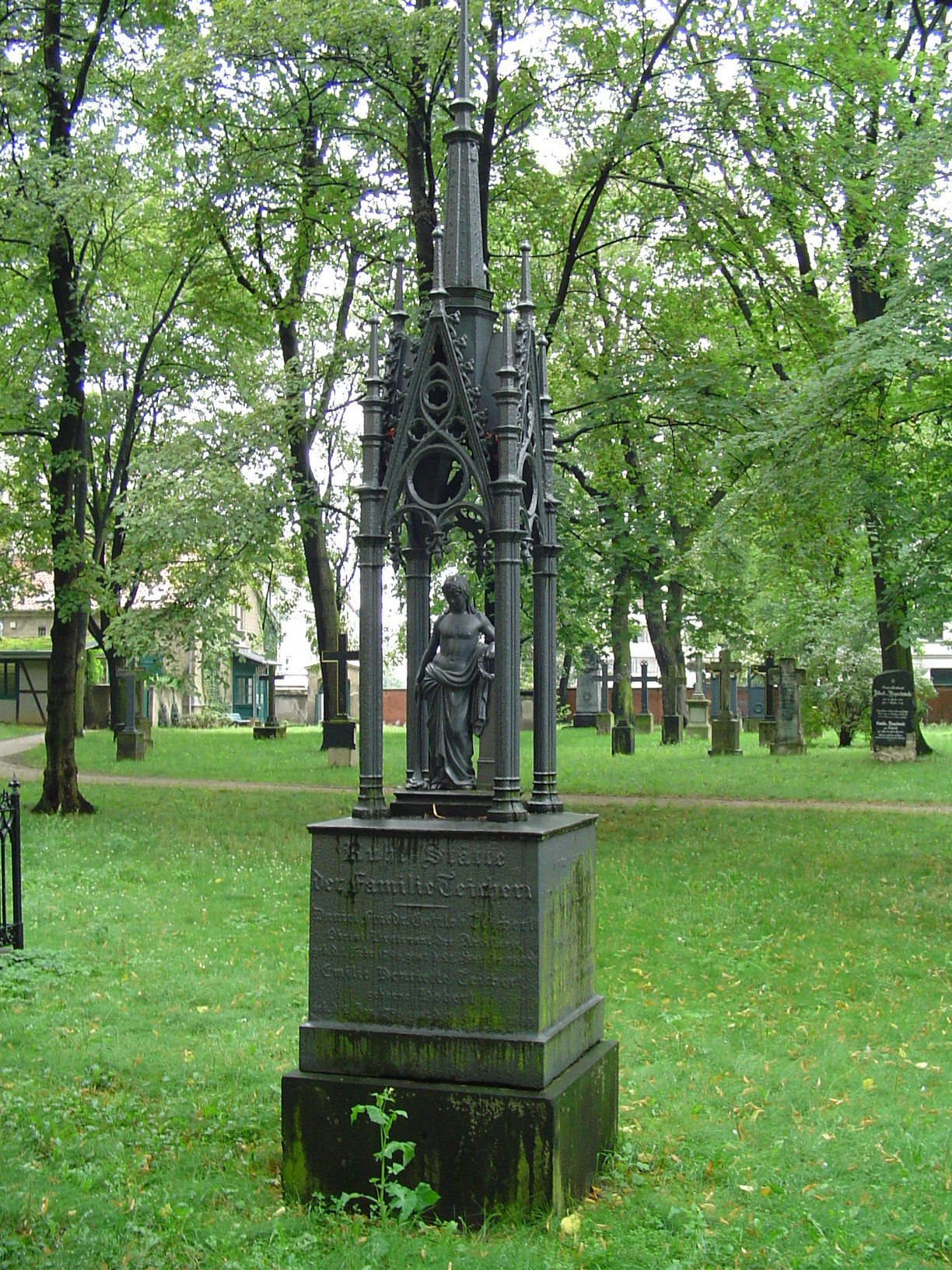
Un pinacle en fonte, tabernacle néo-gothique de la famille de l'officier Daniel Friedrich Gottlob Teichert

Ce qui est particulièrement frappant et caractéristique du cimetière de garnison, c'est le grand nombre de croix en fonte, datant pour la plupart de la première moitié du XIXe siècle, qui témoignent des exigences techniques et artistiques élevées de la fonte d'art en fer berlinoise de l'époque. La fluidité de l'alliage de fonte utilisé, à base de pierre à gazon, permet d'obtenir des détails fins et des inscriptions claires qui sont encore lisibles aujourd'hui. Une vingtaine de croix du cimetière de la garnison sont en fonte, ainsi que d'autres monuments funéraires, comme la stèle sur la tombe de Ludwig von Brauchitsch avec une figure de Victoire ou le tabernacle néo-gothique de la tombe de l'officier Daniel Friedrich Gottlob Teichert (de).
En outre, le cimetière abrite de nombreux exemples marquants de l'architecture sépulcrale de l'époque romantique, néo - gothique et Art nouveau. Des artistes de renom laissent également leur empreinte sur le cimetière. Il faut surtout mentionner Karl Friedrich Schinkel, qui a conçu la tombe du Generalleutnant Karl Friedrich von Holtzendorff, une stèle de granit rouge avec un sommet plat à pignon et un relief en bronze. Schinkel est également crédité de la conception de la tombe de Teichert mentionnée ci-dessus, qui est exécutée par Ludwig Wilhelm Wichmann. Parmi les tombes les plus connues, on trouve également la tombe de Lützow, qui est toujours entourée d'une grille funéraire, la plupart des anciennes grilles ayant été enlevées lors des travaux de transformation. Le tombeau Tippelskirch, conçu par August Soller, est le seul tombeau en zinc coulé (de) du cimetière de garnison. La figure endeuillée grandeur nature sur la tombe de Malcomess est un exemple de l'art nouveau.

## Tombes de personnalités connues

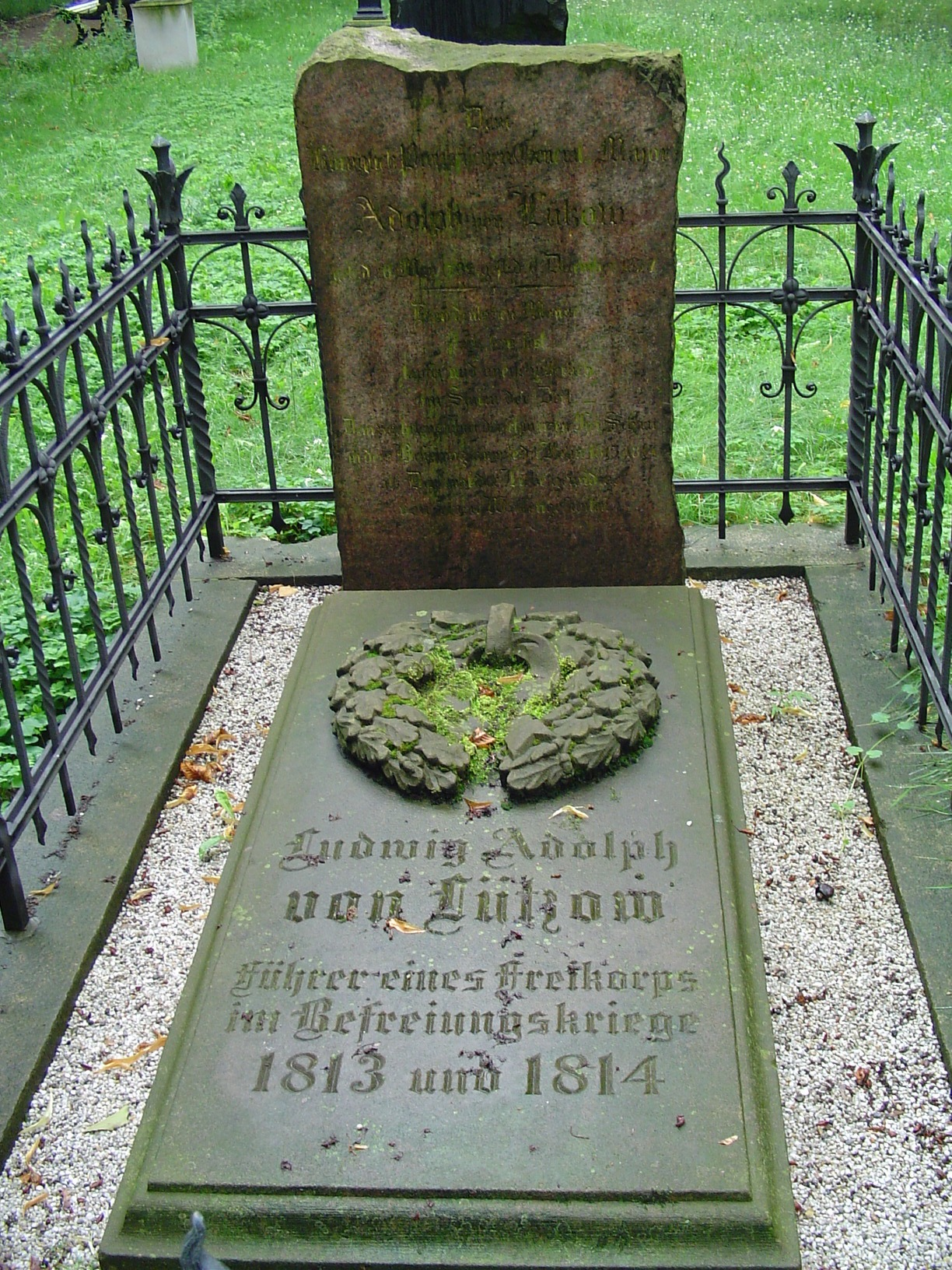
La tombe de Lützow

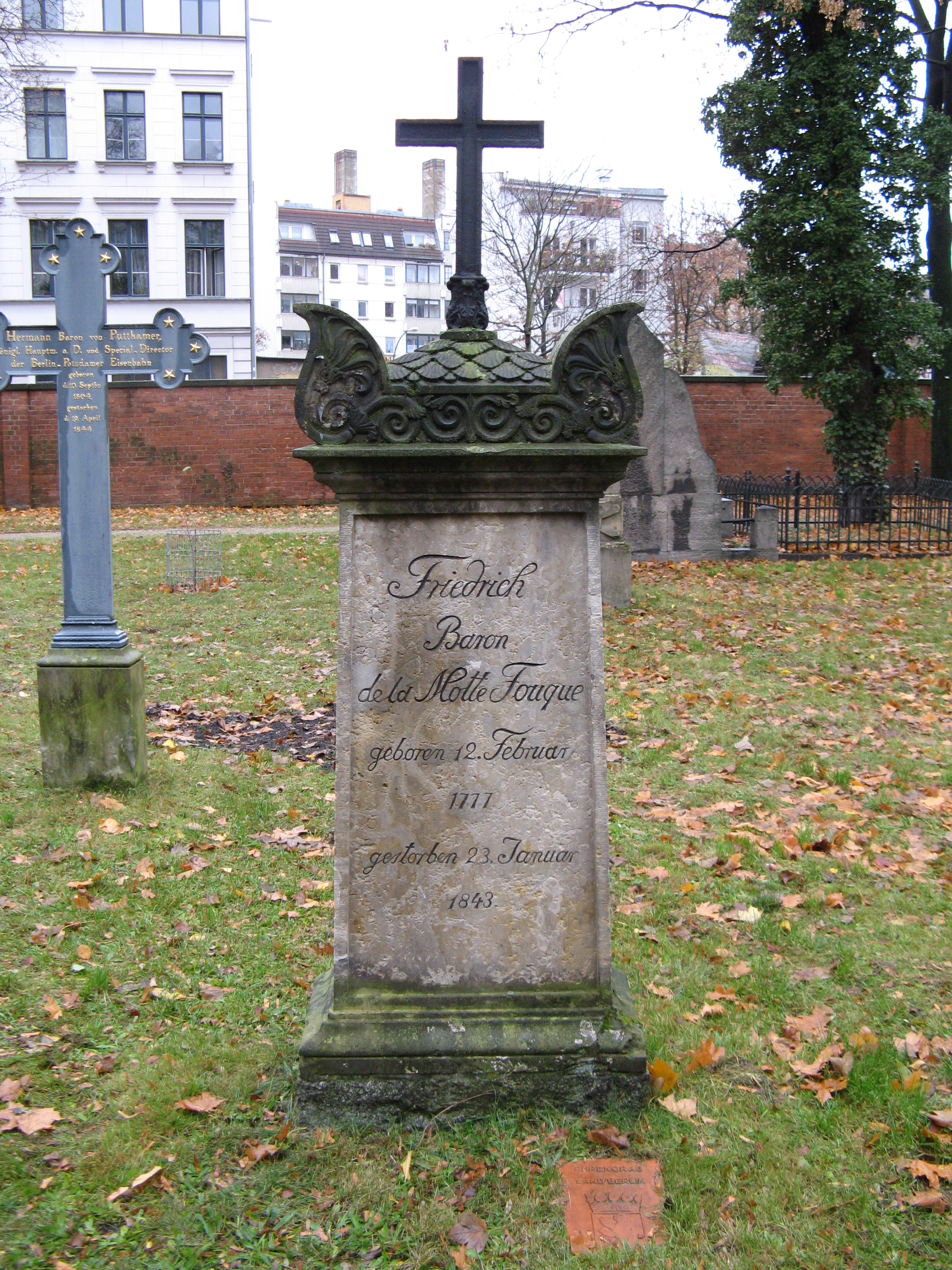
Le tombeau de Friedrich de La Motte-Fouqué

Parmi les nombreux militaires de haut rang inhumés au XIXe siècle dans l'ancien cimetière de la garnison, on trouve de nombreux noms connus de l'histoire militaire prussienne. Quelques personnalités éminentes de la culture et de la science y sont également enterrées. Parmi les personnes les plus connues qui ont trouvé leur dernière demeure au cimetière de garnison, on peut citer les suivantes :
- Franz Heinrich von Barfus (1740–1796) major (plus ancienne tombe survivante) [2]
- Heinrich Friedrich Philipp von Bockelberg (de) (1802–1857), diplomate prussien
- Albert von Boguslawski (1834-1905), général
- Carl Andreas von Boguslawski (1758–1817), général
- Ludwig von Borstell (1773–1844), général (tombe non conservée)
- Ludwig Matthias Nathanael Gottlieb von Brauchitsch (de) (1757–1827), gouverneur de Berlin
- Wilhelm von Braun (de) (1883-1941), combattant de la résistance (tombe non conservée)
- Johann Georg Emil von Brause (1774–1836), général de division (tombe non conservée)
- Peter von Colomb (1775-1854), général
- Emil Frommel (de) (1828–1896), théologien et écrivain
- Levin von Geusau (1734-1808), lieutenant général et chef d'état-major de l'armée prussienne
- Carl Friedrich Ludwig von Gontard (de) (1764–1839), lieutenant-colonel (tombe non conservée)
- Karl Friedrich von Holtzendorff (1764–1828), général
- Karl Friedrich von dem Knesebeck (1768–1848), maréchal
- Eduard von Kehler (de) (1843-1910), lieutenant général
- Wilhelm von Krauseneck (1774–1850), maréchal (tombe non conservée)
- Otto August Rühle von Lilienstern (1780–1847), lieutenant général (tombe non conservée)
- Karl Georg von Loebell (1777–1841), lieutenant général
- Ludwig Adolf Wilhelm von Lützow (1782–1834), général
- Friedrich de La Motte-Fouqué (1777-1843), major, poète
- August Wilhelm von Neumann-Cosel (1786–1865), général et chef du cabinet militaire
- Karl Ludwig von Oppeln-Bronikowski (de) (1766–1842), général
- Ferdinand von Stulpnagel (1842–1912), général
- Daniel Friedrich Gottlob Teichert (de) (1796–1853), lieutenant-colonel, député du parlement de Francfort
- Ernst Ludwig von Tippelskirch (1774–1840), lieutenant général
- Julius von Voss (1768-1832), écrivain
- Ernestine von Wildenbruch (1805-1858), salonnière, mère de l'écrivain Ernst von Wildenbruch (tombe non conservée)
- Heinrich Emin von Wildenbruch (de) (1842–1893), colonel à l'état-major général et diplomate
- Ludwig von Wildenbruch (de) (1846–1930), lieutenant général
- Gustav von Ziegler (de) (1808–1882), général de division